# コンペイトウミュージアム
コンペイトウミュージアムは、大阪糖菓株式会社が開いている金平糖の博物館。
大阪府八尾市にあるコンペイトウミュージアムや、大阪府堺市堺区にあるコンペイトウミュージアム堺、福岡県福岡市南区にあるコンペイトウミュージアム福岡が存在する。

## 概要
2003年3月にコンペイトウプチミュージアム(現在のコンペイトウミュージアム堺)、同年の12月にコンペイトウミュージアムやおが開設された。2012年3月にコンペイトウミュージアム福岡が開設された。
どのミュージアムでも個人向けのプレミアム金平糖工房と、プチ団体工房が体験可能である(どのミュージアムでも体験内容は同じ)。
シュガーアート教室とシュガーボトル教室は、福岡ミュージアムのみで開催している。
塩味のコンペイトウや苦味の効いた珈琲コンペイ、ポルトガル産のルビーポートワインを使ったワインなど珍しいコンペイトウもミュージアムや、オンラインショップで発売している。
どのミュージアムも不定休となっており、休館等の情報は、公式ホームページに掲載される。

## 入館料
入館料は無料であるが、体験教室の場合は、3歳以上に全員料金がかかる。
【体験料金】
[大人＝中学生以上・子供＝小学生以下]
★プレミアム金平糖工房(1釜/3600円)★
概要：直径30cmのミニ釜を使って、1釜で2種類の金平糖を作ります！(所要約60分)
・1人釜工房(大人1名)
・2人釜工房(大人2名・大人1名+子供1名)
・3人釜工房(大人2名+子供1名・大人1名+子供2名)
※大人は1釜2名まで(3名は不可)
・お子様を含む場合、1釜3名まで体験可能。
(但し、障害者手帳をお持ちの大人の方で、介助者2名の付き添い希望、また、車椅子をご利用の方は各店舗までご相談下さい。)

★プチ団体様金平糖工房(1名/1500円)★
・ご利用人数：10名～20名
概要：直径90cmの釜を使って、1グループ1種類の金平糖を作ります！(所要60～90分)
人数によっては、2グループに分かれての体験となります。
※大人も子供も共通の料金です。
❪どちらの体験もマイ金平糖と修了証カードのお土産付き❫

★シュガーアート教室(1名/1100円)★
★シュガーボトル教室(1名/1100円)★
※大人も子供も共通の料金です。
※付き添いは無料で入室可。
※11月より、シュガーアート・シュガーボトル教室は、1名/1300円になります。

## 営業時間
【八尾・堺・福岡】
午前9時～午後5時まで(不定休)
体験の開催時間は、各店舗に要確認